# 苏联民航U-45号班机空难
苏联民航U-45号班机空难是1970年2月6日在乌兹别克斯坦撒马尔罕国际机场附近的航空事故，机上106人有92人死亡。这是当时伤亡最惨重的事故，后来在1985年被苏联民航7425号班机空难超越。

## 航机相关
本次空难的班机是伊尔-18型长途客机。其在1962年1月29日出厂，事发前飞行了12,885小时，共起落了4,968次。

## 事故过程
U-45号班机是从乌兹别克斯坦首府塔什干飞往撒马尔罕的定期国内航班。事发当日14:11，飞机从塔什干国际机场起飞，在仪表气象条件下上升到5,100米的巡航高度。空管在14:33批准班机下降至2,700米高度，并告知班机距离撒马尔罕国际机场93公里。两分钟后空管人员建议机组在27号跑道进近着陆，但由于风向突然转变，空管在14:36建议机组改在09跑道着陆。14时38分，空管告知班机距离目的地还有53公里。
接近目的地时，机组切换了频率以和机场塔台联络。14时39分，塔台提醒班机距离目的地还有还有48公里，并允许其下降至2,400米的高度。塔台工作人员错误理解雷达上的信息，误报班机距离机场还有31公里，而实际上距离是42~44公里。这导致飞机过早地下降至600米高度，而前方还有山脉需要穿行。14时40分09秒，飞机最后一次与塔台通信。14时42分，U-45号班机以每小时380公里的速度撞在撒马尔罕机场东北32公里处海拔1,500米的积雪山坡，裂成五块。副机长和13名乘客负伤生还，其余92人死亡。

## 调查
调查结果把事故原因的矛头指向撒马尔罕机场的调度员。他没有留意雷达画面设定的比例尺，进而误读了飞机和机场的距离。另外值得留意的是，显示屏的亮度调得很低，因此在外部强光下显得特别暗淡。此外还有多种因素共同导致了这次事故。尽管伊尔-18型飞机配有雷达，但灵敏度受天气的影响而下降，机组只能凭空管提供的信息飞行。事发当日14时39分13秒空管告知飞机距离机场还有48公里，仅37秒后又称距离缩短至31公里。飞机若想在37秒内飞行17公里，速度至少为459.46 m/s（1,654.1 km/h），伊尔-18是不可能有这样快的速度的。然而机组并未意识到这一点，继续向山进发，最后酿成惨祸。